# Dâm dục

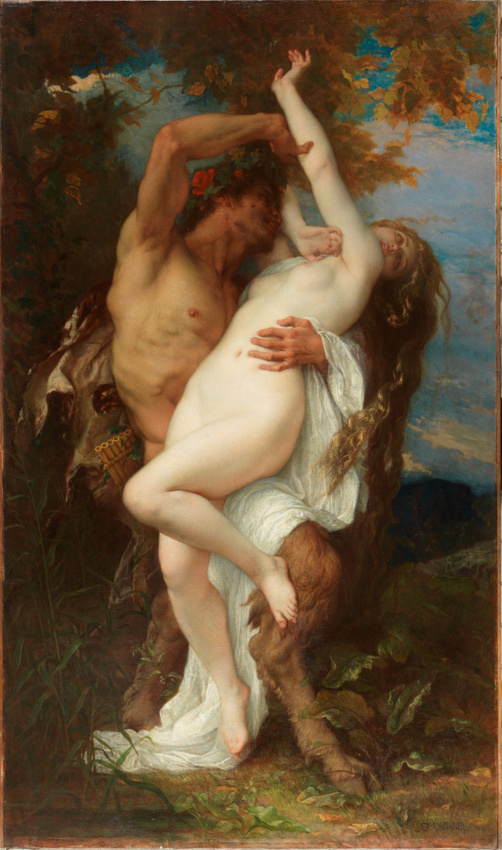
Họa phẩm ẩn dụ về nhục dục, trong đó vị thần dê là biểu tượng cho sự ham muốn tính dục mạnh mẽ, còn nữ nhân lõa lồ phốp pháp tượng trưng cho bản thể thân xác nhục dục

Dâm dục (Lust) là những ý định tội lỗi được sản sinh do ham muốn xác thịt, khao khát mãnh liệt, đam mê sắc dục thường được coi là ham muốn tình dục mãnh liệt, không được kiềm chế để dẫn đến sự tà dâm (bao gồm cả ngoại tình, gian dâm, thông dâm), cưỡng dâm, hiếp dâm, hành vi thú thú tính, ý định gian tà cùng các hành vi tội lỗi, loạn luân và hành vi tình dục lệch lạc khác. Đây là một trong bảy mối tội đầu theo giáo huấn Kitô giáo bao gồm kiêu ngạo, tham lam, dâm dục, nóng giận, tham ăn, ghen tỵ và lười biếng, dục vọng này còn được biết đến các tên gọi như tà dâm, thói dâm ô, dâm đãng, dâm dật, sự thèm thuồng thể xác, sự thèm khát thân xác, tội nhục dục, tội sắc dục, nhưng đôi khi, nó cũng có thể có nghĩa là các dạng ham muốn không thể kiềm chế khác, chẳng hạn như ham mê tiền bạc hay khát vọng quyền lực. Henry Edward Manning giải thích rằng sự ô uế của dục vọng biến một người thành "nô lệ của ma quỷ". Hình ảnh đại diện cho tội dâm dục là Asmodeus vị vua của Cửu địa, đại diện cho sắc dục. Những phụ nữ giỏi trong việc quyến rũ được gọi là Femme fatale. Trong Hồi giáo, nhục dục thể xác được coi là một trong những trạng thái nguyên thủy của bản ngã, được gọi là nafs là một khía cạnh của tâm lý bắt đầu như kẻ thù tồi tệ nhất của chúng ta nhưng có thể trở nên thành một công cụ vô giá. Theo Brahma Kumaris thì ham muốn tình dục là kẻ thù lớn nhất của toàn thể nhân loại.

## Tổng quan
Nhục dục là một mong muốn mãnh liệt về một điều gì đó. Các tôn giáo có xu hướng phân biệt giữa đam mê và dục vọng bằng cách phân loại thêm dục vọng là một ham muốn vô đạo đức và đam mê được chấp nhận về mặt đạo đức. Dục vọng được định nghĩa là vô đạo đức vì đối tượng hoặc hành động tình cảm của nó không được sắp xếp đúng theo luật tự nhiên và/hoặc ham muốn đối với đối tượng cụ thể (ví dụ ham muốn tình dục) đang chi phối ý chí và trí tuệ của một người thay vì ý chí và trí tuệ chi phối ham muốn đối với đối tượng đó. Ở các nước nói tiếng Anh, thuật ngữ dục vọng (lust) thường được chỉ về ham muốn tình dục (nhục dục, dâm dục). Theo Bách khoa toàn thư Công giáo, lòng của một người theo đạo Thiên chúa trở nên dâm dục khi "tìm kiếm sự thỏa mãn tình dục ngoài hôn nhân hoặc, trong bất kỳ trường hợp nào, theo cách trái với luật lệ chi phối quan hệ hôn nhân". Giáo hoàng John Paul II nói rằng dục vọng làm giảm giá trị của sự hấp dẫn vĩnh cửu giữa nam và nữ, làm giảm sự giàu có cá nhân của người khác giới thành một đối tượng để thỏa mãn tình dục. Theo Công giáo, dục vọng là ham muốn vô độ về khoái cảm tình dục, trong đó khoái cảm tình dục được "tìm kiếm vì chính nó, tách biệt khỏi mục đích sinh sản và hòa hợp".
Theo Công giáo, ham muốn tình dục tự thân nó cũng tốt, và được coi là một phần trong kế hoạch của Chúa dành cho nhân loại. Tuy nhiên, khi ham muốn tình dục tách khỏi tình yêu của Chúa, nó trở nên hỗn mang và ích kỷ nên điều này được coi là dâm dục. Thánh Thomas Aquinas phân biệt giữa quan hệ tình dục trong hôn nhân, được coi là có công đức thông qua việc trao công lý cho người hôn phối của mình, và tội ham muốn mà bản thân chúng có thể được phân biệt theo mức độ vô đạo đức tùy theo ý định và hành động. Ví dụ, Aquinas nói "Tôi trả lời rằng, Trong mọi sự, điều tồi tệ nhất là sự tha hóa của phép tắc mà phần còn lại phụ thuộc vào. Bây giờ, các nguyên tắc của lý trí là những điều theo bản chất, bởi vì lý trí giả định những điều được xác định bởi bản chất, trước khi sắp xếp những điều khác theo cách phù hợp." Ông tham chứng đến Thánh Augustine làm nguồn tư liệu khi viết "Augustine nói rằng 'trong tất cả những điều này', cụ thể là những tội lỗi thuộc về dục vọng, 'điều chống lại bản chất là tồi tệ nhất.'" Thánh Thomas giải thích rằng chúng lớn hơn những tội lỗi chống lại công lý liên quan đến loại dục vọng, chẳng hạn như hiếp dâm hoặc loạn luân, trong tuyên bố của ông "Trả lời cho phản đối 3: Bản chất của loài gắn bó chặt chẽ hơn với mỗi cá nhân, hơn bất kỳ cá nhân nào khác. Do đó, những tội lỗi chống lại bản chất cụ thể là nghiêm trọng hơn." Do đó, Thánh Thomas đưa ra thứ tự mức độ của các hành vi dâm dục như sau: "Tội nặng nhất là tội giao cấu với thú vật, vì không tuân thủ lẽ làm tình đúng loài... (Sau đó) là tội giao cấu đồng giới, vì không tuân thủ lẽ làm tình đúng giới tính... (Sau đó) là tội không tuân thủ cách giao hợp đúng đắn (hoặc hành vi dâm dật hoặc thủ dâm không tự nhiên)... (Sau đó) loạn luân... trái với sự tôn trọng lẽ tự nhiên mà chúng ta dành cho những người có quan hệ họ hàng với mình... Sau đó, sẽ là bất công lớn hơn khi giao hợp với một người phụ nữ chịu sự quản chế của người khác liên quan đến chuyện sinh đẻ, hơn là chỉ đơn thuần là quyền giám hộ của cô ấy. Do đó, ngoại tình nặng hơn quyến rũ. Và cả hai tội này đều trở nên trầm trọng hơn khi sử dụng bạo lực".

## Chú thích

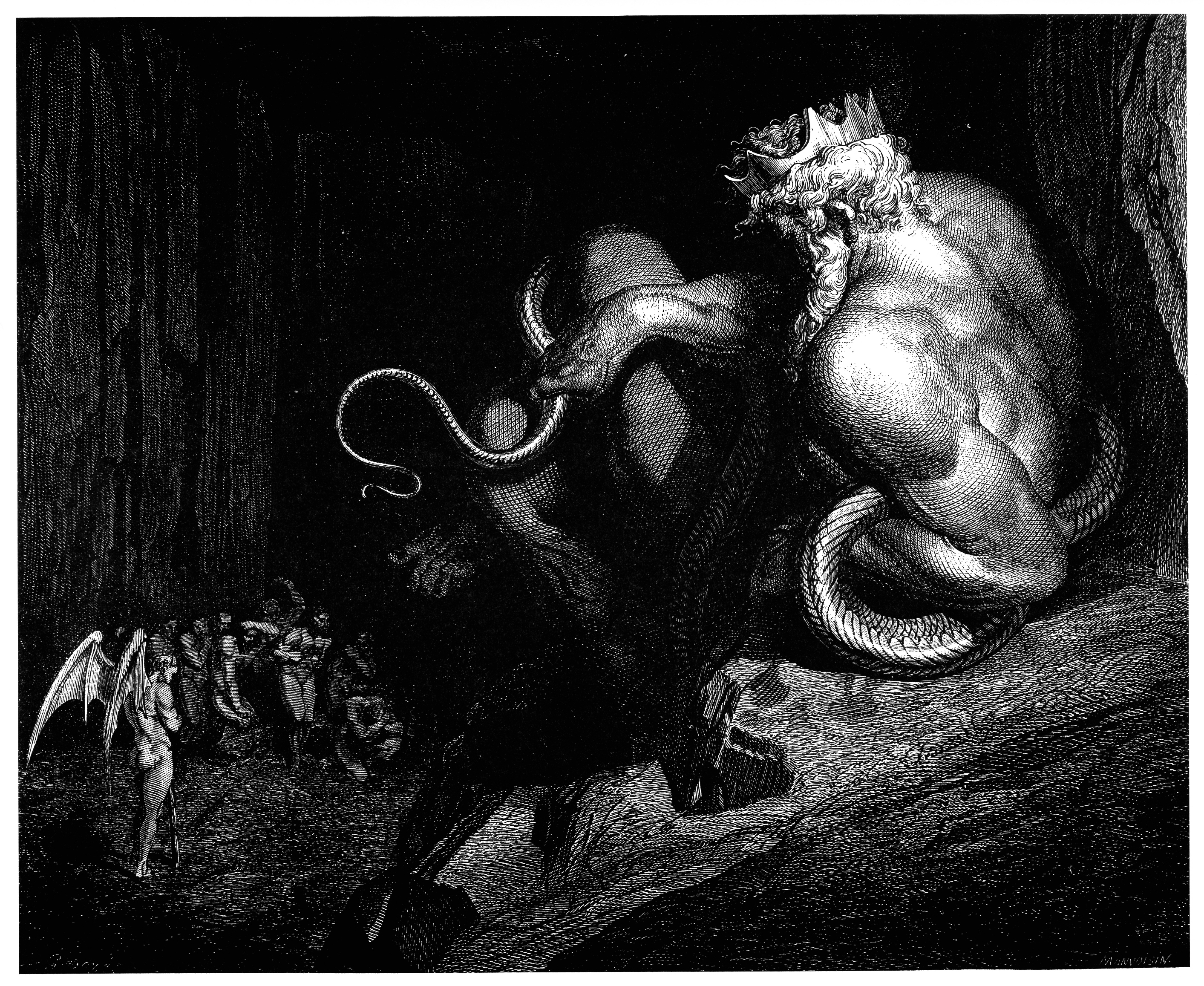
Tranh vẽ mô tả về dục vọng nơi hỏa ngục